# Mike de Ville
Mike de Ville (bürgerlich Michael Schüssleder) ist ein deutscher Musikproduzent und DJ aus dem Ruhrgebiet.

## Leben
Seit 1991 ist Mike de Ville als DJ unterwegs. Seine ersten Tracks produzierte er bereits 1997 gemeinsam mit seinem Freund Sascha van Holt. Unter verschiedenen Projektnamen veröffentlichten die beiden ihre Titel. Mit van Holt und Rico Bass gründete er schließlich die Danceband Master Blaster. Mit Hits wie Hypnotic Tango und How Old R U? feierten Master Blaster weltweit Erfolge und wurden sogar für einen Echo nominiert. Nach den Ausstiegen von Rico Bass und van Holt führt Schüssleder das Projekt Master Blaster bis heute fort. Zwischenzeitlich produziert er zusammen mit Florian Arndt und Daniel Norda Tracks für Master Blaster.

## Projekte
- Master Blaster
- C-Star
- Clan DJ-Team
- Discoblaster
- Das Boxenluder
- Comanova
- FM Audio
- Flam
- Full Moon
- Starling
- Stonefield
- Wells & Fargo
- Rewind & Play
- MDV
- Mike Turna
- Climax Base
- Vegas